# الرخصة الأوروبية لكفاءة إدارة الأعمال

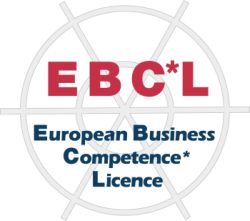
الشعار الرسمي للرخصة الأوروبية لكفاءة إدارة الأعمال

الرخصة الأوروبية لكفاءة إدارة الأعمال - العالم العربي هي من البرامج التعليمية الاقتصادية والمعتمدة لدى الاتحاد الأوروبي وهدفها تعزيز مهارات الريادة ونشر مبادئ إدارة الأعمال وهي من شهادات إدارة الأعمال واسعة الانتشار في أوروبا والعالم العربي كما توفر الشهادة الخبرة الضرورية لإدارة الأعمال على مستوى دولي معترف به طبقًا لمواصفات الجودة الأوروبية
ونتيجة لشفافية المحتوى العلمي وأسلوب التدريب طبقاً لدليل عمل مُحكم وإصدار الشهادات من دولة من دول الاتحاد الأوروبي وهي من الأشياء التي تتميز بها الرخصة الأوروبية لكفاءة إدارة الأعمال فقد تم اعتمادھا من العديد من الكيانات الاقتصادية الأوروبية كضرورة مؤھلة للتعيين والترقي في سلم الوظائف بالقطاع الخاص والقطاع العام. كما تم اعتمادها في العديد من المشروعات التي تمولها مؤسسات الاتحاد الأوروبي.
كما تتمتع الشهادة بمستوى دولي معترف به طبقاً لمواصفات الجودة الأوروبية، أما الهدف الرئيسي للرخصة الأوروبية لكفاءة إدارة الأعمال فهو نشر النظام التعليمي الاقتصادي ونظام الاختبار ومنح الشهادة بشكل منهجي موحد معروف الأبعاد والأهداف والمحتوى لدى كل الأطراف مما يُضفي بالشفافية التي تؤهل إلى معرفة أصيلة وفاعلية عالية عند الاستخدام في حقل العمل بالإضافة إلى التأكد من أن حامل الشهادة على دراية تامة بكل محتوى المنهج التدريبي، فكل المتخرجين من البدان المختلفة لديهم جميعاً وبشكل تقريبي نفس المستوى العلمي ونفس الشهاد.

## محتوى البرنامج التدريبي
يتكون البرنامج التدريبي من ثلاثة مستويات ينتهي كل منهم بشهادة خاصة، كما يتحصل الناجحون في المستويات الثلاث على شهادة خاصة وهي "شهادة المدير المعتمد"
المستوى الأول حول أساسيات إدارة الأعمال ويشتمل على أربعة أبواب رئيسية بأربعة كتب وهي المحاسبة، قانون الأعمال، وأهداف الأعمال والنسب المالية بالإضافة إلى تحديد التكلفة والتسعير
المستوى الثاني يتكون من أبواب دراسة الجدوى والتحليل المالي وخطة العمل بكتابين
والمستوى الثالث حول قيادة المؤسسات وفرق العمل وسبل التعامل مع الأزمات بالإضافة لإدارة الجودة والموارد البشرية بكتابين.

## الاختبار
يستغرق اختبار المستوى الأول ساعتين
أما اختبار المستوى الثاني والمستوى الثالث فيتكون من جزئين كل منهما يستغرق ساعة ونصف الساعة، ويُعقد الاختبار في جهة مُحايدة سيتم التعاقد معها وتدريب طاقمها من خلال المكتب الرئيسي للرخصة الأوروبية لكفاءة إدارة الأعمال- العالم العربي. يتم تصحيح الاختبارات من خلال فريق المصححين المعتمد بالمركز الرئيسي بفيينا حيث تصدر الشهادات ويتم إرسالها للقسم الإداري المختص لدى المركز المعين أو الجامعة المقصودة.

## المشاريع

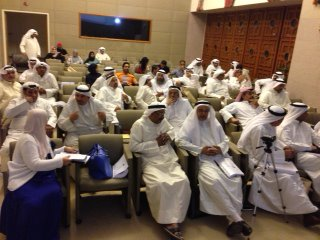
دورة تدريبية في غرفة تجارة وصناعة الكويت

خلال العامين الماضيين أتم القسم العربي للرخصة الأوروبية لكفاءة إدارة الأعمال بنجاح كبير العديد من المشاريع التدريبية في مصر والأردن والكويت وتونس وليبيا، بالإضافة إلى ذلك كانت هناك دورات ناجحة لإعداد المدربين المعتمدين، والجدير بالذكر أن الهيئة المانحة الألمانية جي آي زد كانت قد أوكلت للقسم العربي للرخصة الأوروبية لكفاءة إدارة الأعمال مهمة تنفيذ البرنامج التدريبي للنهوض بالمناطق التونسية النائية حيث أتمت تدريب خمسين من أصحاب المشاريع الصغيرة والمتوسطة بتونس ونظراً للنجاح الملموس فقد كُلف القسم العربي من جديد لتنفيذ نسخة ثانية لنفس المشروع سيتم البدأ فيه بأشهر الخريف القادم، وهناك بالكويت كانت غرفة التجارة والصناعة ممثلة بمركزها الرسمي للتدريب وهو مركز عبد العزيز الصقر للتدريب قد أوكلت للقسم العربي للرخصة الأوروبية لكفاءة إدارة الأعمال أيضاً مهمة إعداد خمسين من المخترعين والمخترعات لمرحلة تقديم مشاريعهم الابتكارية بشكل علمي ممنهج يضمن نجاح المشاريع بشكل يتناسب مع جدوى الاختراعات المسجلة براءتها، وهنا أيضاً وبسبب النجاح الكبير لهذه المجموعة الأولى يجري الآن الإعداد لتنفيذ برنامج مشابه لمجموعة ثانية حيث سيتم التنفيذ في غضون الأسابيع القليلة القادمة.

## التعاون الفعال
من أجل تنفيذ البرامج الفعالة يتعاون القسم العربي للرخصة الأوروبية لكفاءة إدارة الأعمال مع الجامعات والمعاهد التدريبية والمؤسسات والوزارات وغرف التجارة والصناعة وصناديق تنمية المهارات بالإضافة إلى الهيئات المانحة العالمية.

## الشركاء الحاليين ومواقع الامتحان في الشرق الأوسط وشمال أفريقيا

### مصر
- المركز الدولي للتميز والاستشارات
- الاكاديمية العربية للعلوم والتكنولوجيا والنقل البحري

### الأردن
- SCOPI Academy

### الكويت
- غرفة تجارة وصناعة الكويت

### اليمن
- مؤسسة الخير للتنمية الاجتماعية

## وصلات خارجية
- غرفة تجارة وصناعة الكويت
- الرخصة الأوروبية لكفاءة إدارة الأعمال العالم العربي
- EBC*L International
- GIZ
- IQ+C Vienna
- جامعة مصر للعلوم والتكنولوجيا
- Nour Consult
- مؤسسة الخير للتنمية الاجتماعية

## [3]مراجع
1. ↑  courseticket. ""الرخصة الأوربية لكفاءة إدارة الأعمال" EBC*L/المستوى الأول". courseticket. مؤرشف من الأصل في 2020-11-26. اطلع عليه بتاريخ 2020-11-26.
2. ↑  القبس, مركز عبد العزيز الصقر يتعاقد مع «الرخصة الأوروبية لكفاءة الأعمال, March 25, 2013 نسخة محفوظة 16 أكتوبر 2013 على موقع واي باك مشين.
3. ↑  الرخصة الأوروبية لكفاءة إدارة الأعمال، برنامج EBC*L. "مراكز التدريب المعتمدة لبرنامج EBC*L". مؤرشف من الأصل في 2021-02-24.

1. ↑  الرخصة الأوروبية لكفاءة إدارة الأعمال، برنامج EBC*L. "مراكز الأمتحان المعتمدة لبرنامج EBC*L". مؤرشف من الأصل في 2020-08-13.